# 鏡野公園
高知県立鏡野公園（かがみのこうえん）は、高知県香美市（合併前は香美郡土佐山田町）に位置する県立の都市公園（地区公園）である。開園は1978年（昭和53年）。日本さくら名所100選にも選ばれている。
高知工科大学と隣接しているが、柵や塀のようなもので囲っているものはなく自由に鏡野公園⇔高知工科大学と行き来ができる。高知工科大学の大学祭が行われている日と同じ日に鏡野公園では刃物祭りが同時開催されている。